# وستفیلد آرکادیا
وستفیلد آرکادیا بزرگ‌ترین مرکز خرید در اروپای مرکزی است (از سال ۲۰۰۷) و در شهر ورشو پایخت لهستان واقع شده است. این مرکز خرید در مجموع دارای ۲۸۷٬۰۰۰ متر مربع (۳٬۱۰۰٬۰۰۰ فوت مربع) فضا، ۲۳۰ فروشگاه، ۲۵ رستوران و یک سالن سینما بوده. و در مالکیت و تحت مدیریت شرکت یونیبیل-رودآمکو-وستفیلد می‌باشد.
از جمله برندهای حاضر در این مرکز خرید می‌توان به موارد ذیل اشاره داشت:
- کارفور
- امپیک
- لیروی مرلین
- سترن
- سینما سیتی
- اچ اند ام
- زارا.[۲]

آرکادیا در ۲۰ اکتبر ۲۰۰۴ (۲۹ مهرماه ۱۳۸۳ خورشیدی) افتتاح شد و توسط شرکت‌های BEG Ingenierie Polska و Cefic Polska توسعه یافت.
در سال ۲۰۰۴، شورای بین‌المللی مراکز خرید به آرکادیا جایزه بهترین پروژه مرکز خرید لهستان، و همچنین مرکز خرید سال را اعظا نموده و در سال ۲۰۰۶ آرکادیا جایزه بهترین مرکز خرید در اروپا را کسب نمود. آرکادیا توسط برنامه ورشو بدون موانع پیشرفت وسازمان مردم‌نهاد (ان.جی. او) انجمن دوستان همگرایی(لهستانی: Stowarzyszenie Przyjaciół Integracji)به عنوان مناسب‌ترین و دوست دارترین ساختمان ورشو برای معلولین شناخنه شد.
در ۲۵ سپتامبر ۲۰۱۹ آرکادیا نام خود را به وستفیلد آرکادیا تغییر داد.